# 휘티어 칼리지

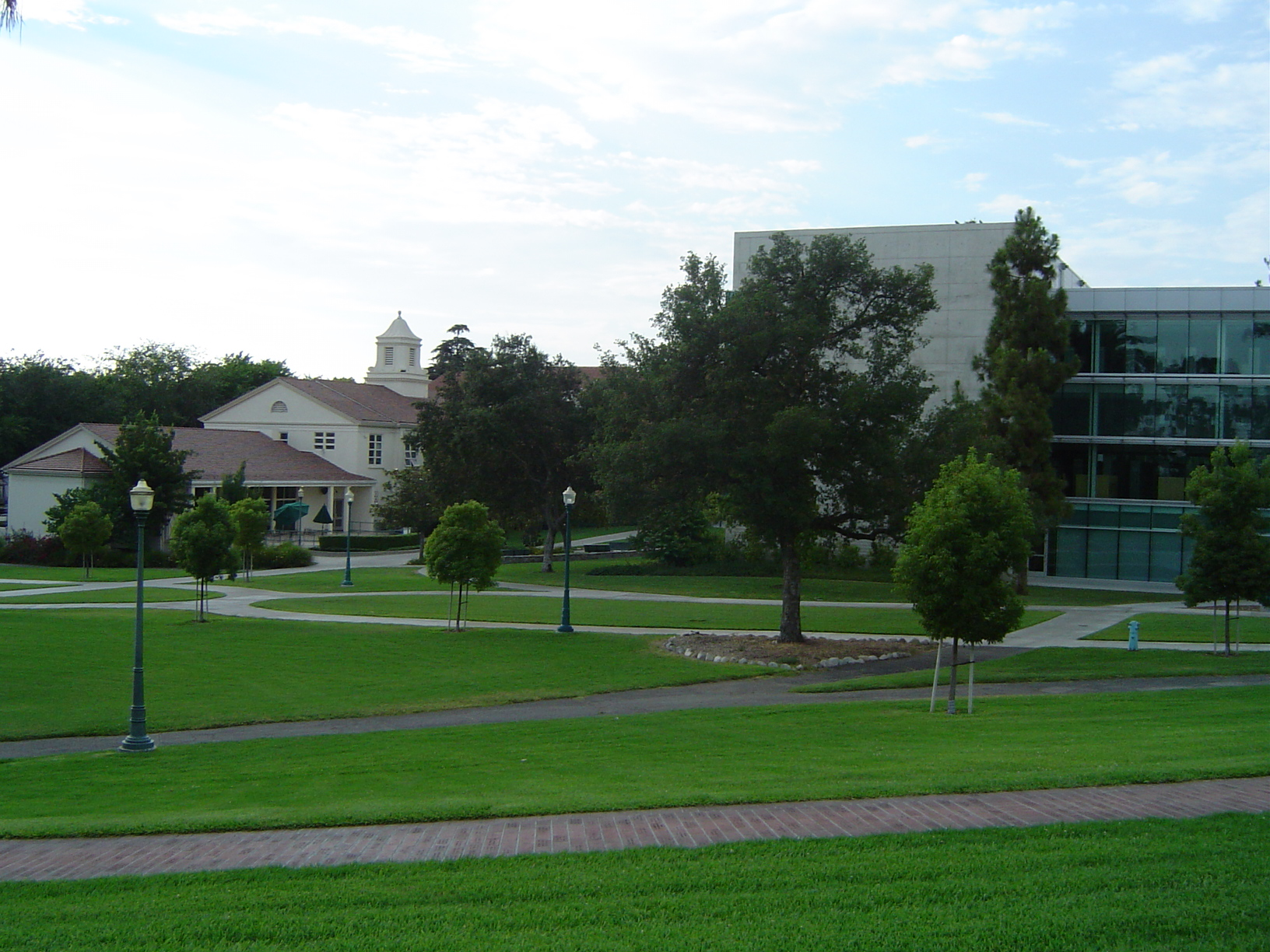
후버 홀 및 도서관

휘티어 칼리지(Whittier College)는 미국 캘리포니아주 휘티어(Whittier)에 있는 사립 인문 대학이다. 1887년에 설립되었다. 2015년 가을 현재 약 1,725 명이 등록되어 있다 (학부 및 대학원생).

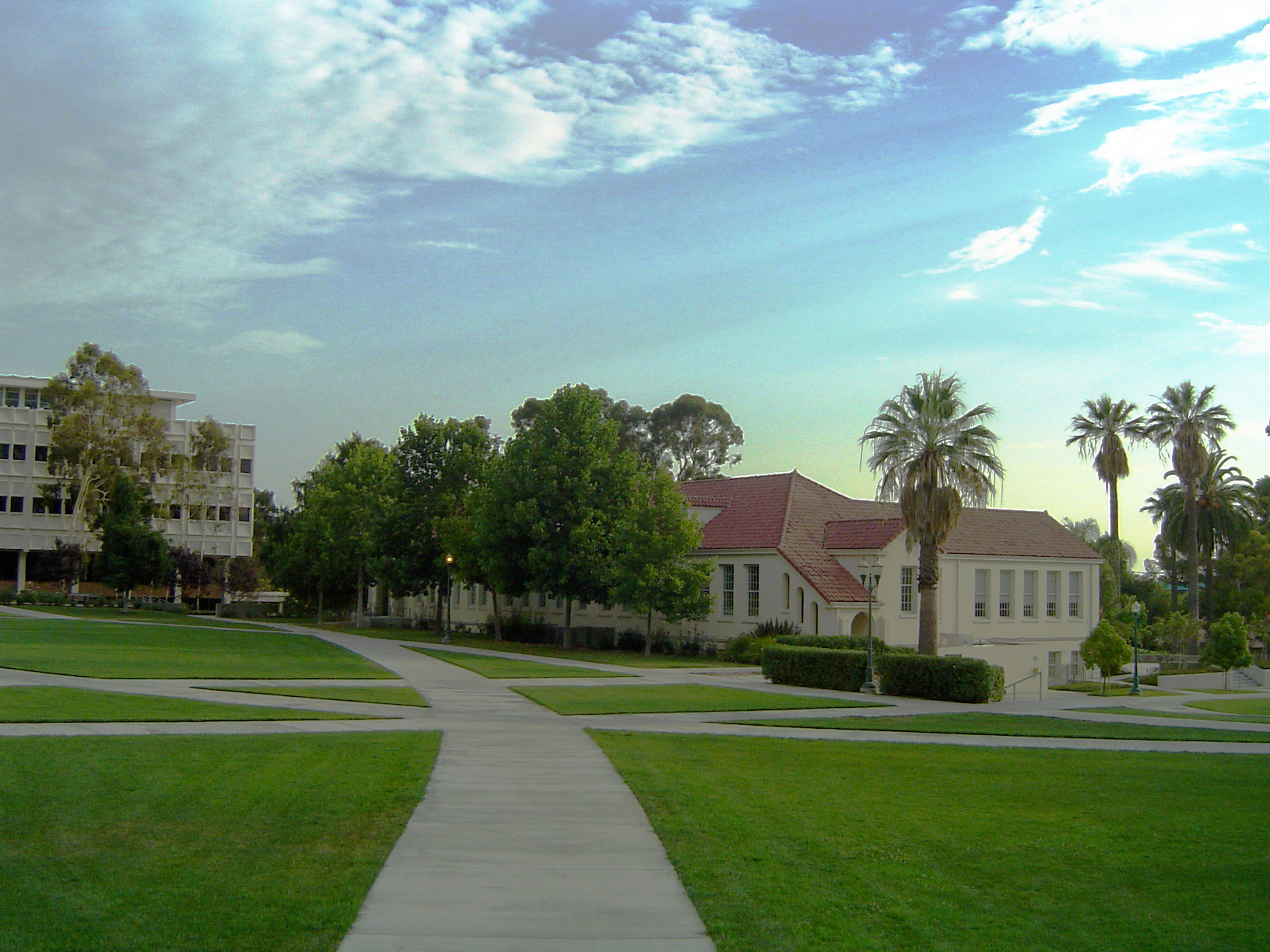
남서4길